# Kanta Doi
Kanta Doi (土肥 幹太, Doi Kanta), né le 10 novembre 2004 à Kodaira au Japon, est un footballeur japonais. Il évolue au poste de défenseur central au FC Tokyo.

## Biographie

### En club
Né à Kodaira dans la métropole de Tokyo au Japon, Kanta Doi commence le football Odd Person Junior avant de rejoindre le FC Tokyo où il poursuit sa formation. Le 27 août 2022, le club annonce la promotion de Doi vers l'équipe première à partir de la saison prochaine. En novembre 2022 sa progression est freinée en raison d'une blessure qui le tient éloigné des terrains pendant cinq mois. Il retrouve l'entraînement en avril 2023.
Il joue son premier match en professionnel le 18 juin 2023, à l'occasion d'une rencontre de Coupe de la Ligue japonaise face au Kyoto Sanga. Il entre en jeu et le FCTokyo l'emporte par trois buts à un.
Il fait sa première apparition en J1 League, la première division japonaise, face au Shonan Bellmare le 3 décembre 2023. Il entre en jeu et son équipe s'impose par un but à zéro.